# Kamila Gasiuk-Pihowicz
Kamila Gasiuk-Pihowicz (nascida a  8 de Maio de 1983, em Varsóvia) é uma advogada e política polaca, ex-porta-voz do partido político Moderno.

## Carreira
Em Agosto de 2014, Gasiuk-Pihowicz tornou-se porta-voz do partido político Moderno. Em Outubro de 2015, foi eleita para o Sejm, concorrendo desde a primeira posição na lista eleitoral do partido no distrito de Varsóvia II, recebendo 19.041 votos. No dia 9 de Janeiro de 2018, substituiu Katarzyna Lubnauer como presidente do grupo parlamentar do Partido Moderno. Em Dezembro de 2018, deixou o partido Modern e ingressou na Plataforma Cívica. Nas eleições parlamentares de 2019 foi eleita para o Sejm, desta vez concorrendo pelo distrito de Siedlce com 34.793 votos. Nas eleições de 2023 foi reeleita com 57.609 votos. No mesmo ano foi eleita para o Conselho Nacional da Magistratura.
Foi eleita deputada ao Parlamento Europeu em 2024.